# Дроздовка (Могилёвская область)
Дроздо́вка (бел. Драздоўка) — деревня в составе Михеевского сельсовета Дрибинского района Могилёвской области Республики Беларусь.

## Население
- 1999 год — 26 человек
- 2010 год — 11 человек

## Знаменитые земляки
Байков Александр Алексеевич - Герой Социалистического Труда.